# Facultatea de Urbanism și Peisagistică a Universității de Arhitectură și Urbanism Ion Mincu din București
Facultatea de Urbanism și Peisagistică este una din cele trei facultăți ale Universității de Arhitectură și Urbanism Ion Mincu. Prima instituție de învățământ superior din România care pregătește profesioniști specializați în urbanism, Facultatea de Urbanism și Peisagistică din București oferă educație universitară de zi structurată pe o durată de 4 ani — studii de licență și 2 ani — studii de master (conform sistemului Bologna).

## Istoric
Facultatea de Urbanism și Peisagistică a fost înființată în anul 1997 ca răspuns pentru nevoia de urbaniști și peisagiști în mediul profesional românesc.
De la înființare până in anul 2010 (inclusiv), instituția a fost condusă de prof. dr. arh. Alexandru M. Sandu, in prezent fiind condusa de conf. dr. arh. Tiberiu Florescu. Facultatea de Urbanism a produs, pana in prezent, 7 generații de urbaniști și peisagiști diplomați.
Anterior anului universitar 2005 - 2006 durata de școlarizare era de 5 ani jumătate, începand cu acest an sistemul de învătământ a fost modificat conform prevederilor Procesului Bologna având o structură în două trepte (studii universitare de licență - 4 ani, studii universitare de masterat - 2 ani).

## Structură și cadre didactice
Asigurarea activității didactice în domeniile: urbanism, amenajarea teritoriului și peisagistică este asigurată de Departamentul de Urbanism și Amenajarea Teritoriului al UAUIM.
Facultatea are un număr de 400 de studenți și cuprinde două secții: Urbanism și amenajarea teritoriului și Amenajarea și planificarea peisajului, acestea sunt coordonate de Catedra de planificare urbană și dezvoltare teritorială și Catedra de proiectare urbană și peisagistică.
Cele două specializări funcționează în grupe diferite, pe curricule academice separate.

#### Catedra de planificare urbană și dezvoltare teritorială
Cadre didactice:
- prof. dr. Doina-Elena CRISTEA
- conf.dr. Monica RADULESCU
- conf.dr. Niculae Catalin SARBU - sef de catedra
- conf.dr. Liviu-Nichi IANASI
- lect.dr. Gabriel PASCARIU
- sef lucr.dr. Mihaela-Hermina POPA
- lect.dr. Claudiu-Gheorghe RUNCEANU

#### Catedra de proiectare urbană și peisagistică
Cadre didactice:
- prof.dr. Mariana EFTENIE
- prof.dr. Constantin ENACHE
- prof.dr. Corneliu Florin MACHEDON - director departament
- prof.dr. Alexandru Gabriel SANDU
- conf.dr. Tiberiu Constantin FLORESCU - decan
- lect.dr. Cerasella CRACIUN
- lect.drd. Cristina Iuliana ENACHE
- lect.dr. Alexandru Ionut PETRISOR
- lect.dr. Angelica Ionela STAN
- lect.drd. Arpad ZACHI

## Planul de învățământ

### Limba de studiu
Toate cursurile se desfășoară în limba română. 

### Cicluri de studiu (ante Bologna)
Planul de învățământ este structurat în concordanța cu cele două cicluri de studiu (4+6 semestre);
- Primele patru semestre sunt dedicate cunoștințelor de bază, generale (teorie si proiectare), în relație strânsă cu cele ale Facultății de Arhitectură.
- Următoarele șase semestre se concentrează pe cele două specializări: Planificare Urbană și Peisagistică.

Ținând cont că tendințele actuale în planul formației în domeniul urbanismului și amenajării peisajului implică stăpânirea spațiului cu mijloace specifice, programa de învățământ rezervă un loc important pregătirii de arhitectură (primele patru semestre). 
În al doilea ciclu de studiu, procesul educațional este orientat către planificarea și proiectarea urbană prin dezvoltarea unor aptitudini de cercetare, tehnică și concepție urbanistică. Principalul mijloc este lărgirea orizontului de înțelegere a spațiilor urbane și teritoriului prin abordări multidisciplinare. Activitățile educaționale (cursuri, seminarii, dezbateri, exerciții, studii în atelier) sunt canalizate spre legarea planificării și proiectării urbane de conceperea proiectului urban.

### Sistemul de evaluare
Sistemul de evaluare este bazat atât pe note cât și pe credite (inter si intra-transferabile). Datorită sistemului de credite transferabile absolvenții Facultății de Urbanism își pot echivala unele activități pentru a obține diploma de arhitect.
Conceptul si curriculum-ul Facultății de Urbanism și Peisagistică sunt elaborate de Catedra de Urbanism, care coordonează atelierele de profil si pregătirea proiectului de diplomă. 

### Calendarul anului universitar
Anul universitar începe la 1 octombrie și durează până la sfârșitul lunii iulie. 
Cursurile și activitățile de seminar și atelier sunt împărțite în două semestre de câte 14 săptămâni. acestea sunt întrerupte de vacanțe de iarnă, inter-semestriale (februarie) și de primăvară.
La sfârșitul fiecărui semestru are loc o sesiune de examinare. După sesiunea de vară se organizează practica profesională pentru anii I, II III și IV. (2 săptămâni).
Susținerea diplomei are loc după un semestru de practică profesională (anul V) într-un birou specializat sau institut de cercetare.

## Condiții de admitere
În fiecare an Facultatea de Urbanism și Peisagistică organizează concurs de admitere care constă în examen la desen, specific UAUIM.
În concordanță cu reglementările Ministerului Educației și Cercetării candidații de peste hotare nu au obligația de a da acest examen; este necesar totuși un interviu.
Pentru toți candidații este necesară o Diplomă de Bacalaureat recunoscută internațional.

## Diplome / Titluri
Absolvirea Facultății de Urbanism și Peisagistică asigură următoarele titluri:
- urbanist diplomat – specializarea urbanism și amenajarea teritoriului
- peisagist diplomat – specializarea peisagistică și sitologie

## Baza materială
Universitatea de Arhitectură și Urbanism Ion Mincu dispune de o bază materială care cuprinde:
- săli de cursuri și ateliere;
- biblioteca universității dispune de peste 200.000 de cărti și abonamente la zi pentru reviste tehnice, de arhitectură și design;
- cămine de cazare pentru studenți cu o capacitate totală de 500 locuri;
- toate catedrele au echipament IT, cu un departament special pentru dezvoltarea aptitudinilor de proiectare asistată de computer (CAD) la Catedra de Studiul Formei și Ambient Arhitectural;
- clădirea universității cuprinde sală de sport, sală de festivități și sală de expoziție.

## Program de burse
Facultatea de Urbanism și Peisagistică oferă locuri subvenționate și cu plată, atât pentru studenții români cât și pentru cei străini. Se oferă burse de merit pentru studenți conform baremului stabilit de Senatul Universității. 